# Garmul
Garmul ou Gasmul est un roi du royaume des Maures et des Romains. Entre 570 et 578, pour des raisons méconnues, il détruit une armée byzantine, lance plusieurs raids dans la préfecture du prétoire d'Afrique et défait et exécute, successivement le préfet du prétoire Théodore en 569, le magister militum de la province d'Afrique Thevestinos en 570, et son successeur Amabilis en 571.
Ses activités, surtout en liaison avec les attaques simultanées des Wisigoths en Espagne, constituent une menace manifeste pour les autorités de la province. Le nouvel empereur, Tibère II Constantin, nomme Thomas préfet du prétoire, tandis que le général Gennadios est nommé magister militum Africae dans le but de mettre fin aux campagnes de Garmul. Les préparatifs sont longs et minutieux, mais la campagne elle-même, lancée en 578 est brève et efficace. Gennadios piège et massacre les sujets de Garmul lors d'un banquet et tue Garmul, probablement de sa propre épée.
C’est à lui ou à l’un de ces successeurs que l’on peut attribuer le Djeddar qui paraît être le plus ancien monument funéraire de ce type du Djebel Araoui.

## Référencement